# Собор Вологодских святых
Собор Вологодских святых (День всех святых в земле Вологодской просиявших, Празднество в Вологде всем преподобным отцам Вологодским) — праздник Русской православной церкви в честь святых, связанных с Вологдой. Из-за административно-территориальных изменений в Собор также вошли святые земель, не входящих в современную Вологодскую область (сейчас относящихся к Архангельской, Пермской областям и Республике Коми).

## Календарно-литургические указания и гимнография
Празднование совершается в 3-ю неделю (воскресение) по Пятидесятнице.
Тропарь Собору Вологодских святых, Глас 8
Яко светильницы всесветлии,
явистеся в пределех града Вологды, преподобнии отцы наши, Вологодстии чудотворцы:
вы бо, крест Христов от юности своея на рамена вземше,
усердно Тому последовали есте,
чистотою Богови приближившеся,
от Негоже и чудес дарованием обогатистеся;
темже и мы, с верою к вам притекающе, умильно глаголем: отцы преподобнии, молите Христа Бога спастися душам нашим.
Кондак, Глас 2
Волнений множество невлажно проходяще, безплотныя враги струями слез ваших крепко погрузили есте, Богомудрии и преподобнии, и чудес дар приимше, молите непрестанно о всех нас.
Величание
Величаем вас,
чудотворцы наши славнии Вологодстии,
страну северную лучами добродетелей озарившии
и образ спасения верным
светоявленно показавшии.

## Вологодские святые
В Собор Вологодских святых входят (не считая новомучеников):
| Имя                                               | Лик святости                                | Преставление   | Память по юлианскому календарю   |
| ------------------------------------------------- | ------------------------------------------- | -------------- | -------------------------------- |
| Авксентий Перцовский, Вологодский                 | преподобный                                 | 1521 г.        | июнь 12                          |
| Авраамий Печенгский, Вологодский                  | преподобный                                 | 1492 г., после | февраль 4                        |
| Агапит Маркушевский                               | преподобномученик                           | 1584 г.        | май 21                           |
| Александр Вологодский                             | праведный                                   | 1913 г.        | март 10                          |
| Александр Куштский                                | преподобный игумен                          | 1439 г.        | июнь 9                           |
| Амфилохий Глушицкий                               | преподобный игумен                          | 1452 г.        | май 13, октябрь 12               |
| Андрей Тотемский                                  | Христа ради юродивый                        | 1673 г.        | октябрь 10                       |
| Антоний Вологодский, Великопермский               | епископ                                     | 1588 г.        | январь 17, октябрь 26            |
| Антоний Заоникиевский, Вологодский                | преподобный игумен                          | XVII в.        | июнь 23                          |
| Антоний Куштский                                  | преподобный                                 | XV в.          | март 6                           |
| Арсений Комельский, Вологодский                   | преподобный игумен                          | 1550 г.        | август 24                        |
| Афанасий Железный Посох, Череповецкий             | преподобный                                 | 1388 г., около | июль 5, сентябрь 25, ноябрь 26   |
| Афанасий Наволоцкий                               | преподобный                                 | XVI-XVII в.    | январь 18                        |
| Афанасий Сяндемский (Сянжемский), Вологодский     | преподобный                                 | 1557 г., после | январь 18                        |
| Василий Каменский                                 | преподобный, Христа ради юродивый           | XV в.          | август 2, сентябрь 10            |
| Василий Сольвычегодский                           | Христа ради юродивый                        | 1669 г., около | июль 3                           |
| Вассиан Тиксненский, Тотемский                    | преподобный                                 | 1624 г.        | сентябрь 12                      |
| Викентий Вологодский                              | преподобный                                 | XVI-XVII в.    | март 19                          |
| Галактион Белозерский                             | Христа ради юродивый                        | 1506 г.        | январь 12                        |
| Галактион Вологодский (Бельский)                  | затворник, преподобномученик                | 1612 г.        | сентябрь 24                      |
| Герасим Великопермский (Устьвымский)              | епископ, священномученик                    | 1447 г.        | январь 24, 29                    |
| Герасим Вологодский                               | преподобный                                 | 1178 г.        | март 4                           |
| Герман Белозерский                                | преподобный                                 | 1508 г.        | февраль 23                       |
| Григорий Авнежский                                | преподобный игумен, священномученик         | 1392 г.        | июнь 15                          |
| Григорий Пельшемский, Вологодский                 | преподобный игумен                          | 1442 г.        | сентябрь 30                      |
| Даниил Шужгорский                                 | преподобный игумен                          |                | 21 сентября                      |
| Димитрий Заозерский                               | князь                                       | 1424 г.        |                                  |
| Димитрий Прилуцкий, Вологодский                   | преподобный игумен                          | 1392 г.        | февраль 11, июнь 3               |
| Димитрий Цилибинский                              | преподобный                                 | XIV в.         | январь 24, октябрь 26            |
| Дионисий Глушицкий                                | преподобный игумен, чудотворец              | 1437 г.        | июнь 1, октябрь 12               |
| Дионисий Обнорский                                | преподобномученик                           | XVI в.         |                                  |
| Досифей Белозерский                               | старец, преподобный                         | XV в.          | июнь 9                           |
| Евфимий Сянжемский, Вологодский                   | игумен                                      | 1465 г., около | январь 20, апрель 11, октябрь 15 |
| Ефрем Обнорский                                   | преподобномученик                           | XVI в.         |                                  |
| Зосима Ворбозомский                               | преподобный                                 | 1550 г., около | апрель 4, ноябрь 7               |
| Игнатий Белозерский                               | молчальник, преподобный                     | XV в.          | июнь 9                           |
| Иероним Обнорский                                 | преподобномученик                           | XVI в.         |                                  |
| Иннокентий Комельский, Вологодский                | преподобный                                 | 1521 г.        | март 19                          |
| Иоанн Московский, Большой Колпак                  | Христа ради юродивый                        | 1589 г.        | июль 3, июнь 12                  |
| Иоанн Сольвычегодский                             | Христа ради юродивый                        | 1669 г.        | июль 3                           |
| Иоанн (Игнатий) Угличский, Вологодский, Прилуцкий | князь, схимонах                             | 1522 г.        | май 19, декабрь 28               |
| Иоанн Устюжский (Багуй)                           | праведный                                   | 1262 г., после | май 29                           |
| Иоанн Устюжский                                   | праведный, Христа ради юродивый             | 1494 г.        | май 29                           |
| Иоанникий Заоникиевский, Вологодский              | преподобный игумен                          | XVII в.        | июнь 23                          |
| Иоасаф Каменский, Спасокубенский                  | преподобный                                 | 1453 г.        | сентябрь 10                      |
| Иона Пермский, Устьвымский                        | епископ                                     | 1470 г.        | январь 29, июнь 6                |
| Иосиф Заоникиевский (Вологодский)                 | преподобный, Христа ради юродивый           | 1612 г.        | июнь 23, сентябрь 21             |
| Иродион Сольвычегодский                           | Христа ради юродивый                        | 1669 г., около | июль 3                           |
| Исаакий Обнорский                                 | преподобномученик                           | XVI в.         |                                  |
| Иулиания Сольвычегодская                          |                                             |                | декабрь 21                       |
| Кассиан Авнежский                                 | келарь, преподобномученик                   | 1392 г.        | июнь 15                          |
| Кассиан Каменский                                 | преподобный игумен, чудотворец              | 1463 г., около | сентябрь 10                      |
| Кассиан Комельский                                | преподобный                                 | 1537 г.        | май 16                           |
| Киприан Устюжский                                 | преподобный, монах                          | 1276 г.        | сентябрь 29                      |
| Кирилл Белозерский                                | преподобный игумен                          | 1427 г.        | июнь 9                           |
| Кирилл Вологодский                                | пустынник                                   |                |                                  |
| Коприй Печенгский, Вологодский                    | преподобный                                 | 1492 г.        | февраль 4                        |
| Корнилий Комельский, Вологодский                  | преподобный, чудотворец                     | 1537 г.        | май 19                           |
| Лаврентий Комельский                              | преподобный                                 | 1548 г.        | май 16                           |
| Леонид Устьнедумский                              | преподобный, иеромонах                      | 1654 г.        | июль 17                          |
| Леонтий Устюжский                                 | праведный, Христа ради юродивый             | 1492 г., после | июль 18                          |
| Лонгин Коряжемский                                | преподобный, иеромонах                      | 1540 г.        | февраль 10, октябрь 16           |
| Макарий Глушицкий                                 | преподобный игумен                          | 1480 г., около | май 13, октябрь 12               |
| Максим Тотемский                                  | иерей, Христа ради юродивый                 | 1650 г.        | январь 16                        |
| Мария Заозерская                                  | княгиня                                     | 1424 г., после |                                  |
| Мария Устюжская                                   | праведная                                   | 1262 г., после | май 29                           |
| Марк Белавинский                                  | преподобный                                 | 1630 г., около | август 2                         |
| Маркелл Вологодский                               | архиепископ                                 | 1663 г.        | март 22                          |
| Мартиниан Белозерский                             | игумен                                      | 1483 г.        | январь 12, октябрь 7             |
| Михаил Сольвычегодский                            | Христа ради юродивый                        | 1669 г., около | июль 3                           |
| Моисей Белозерский                                | преподобный                                 | 1492 г., около | февраль 23                       |
| Николай Вологодский                               | праведный                                   | 1837 г.        | март 19, июнь 20                 |
| Нил Сорский                                       | преподобный                                 | 1508 г.        | май 7, апрель 7                  |
| Нифонт Телеговский, Устюжский                     | преподобный                                 | 1553 г.        | июль 12                          |
| Онуфрий Катромский                                | преподобный                                 |                |                                  |
| Онуфрий Перцовский, Вологодский                   | преподобный                                 | 1521 г.        | июнь 12                          |
| Павел Глушицкий                                   | пустынник                                   | 1422 г., после | октябрь 12                       |
| Павел Обнорский, Комельский                       | преподобный                                 | 1429 г.        | январь 10, октябрь 7             |
| Пахомий Каменский                                 | преподобный                                 | XIV-XV в.      |                                  |
| Пётр Каменский                                    | преподобный                                 | XV в.          | сентябрь 10                      |
| Пётр Черевковский, Сольвычегодский                | иерей, священномученик                      | 1613 г.        | июнь 9                           |
| Питирим Пермский, Устьвымский                     | епископ, священномученик                    | 1456 г.        | январь 29, август 19             |
| Прокопий Устьянский, Важский, Вологодский         | Христа ради юродивый                        | XVII в.        | июль 8                           |
| Прокопий Устюжский                                | праведный, Христа ради юродивый, чудотворец | 1303 г.        | июль 8                           |
| Сергий Малопинежский                              | иеромонах                                   | 1585 г.        | ноябрь 16                        |
| Сергий Обнорский, Нуромский, Вологодский          | преподобный                                 | 1412 г.        | октябрь 7                        |
| Симон Воломский, Устюжский                        | преподобномученик, игумен                   | 1641 г.        | июль 12                          |
| Симон Сойгинский                                  | преподобный, игумен                         | 1562 г.        | ноябрь 24                        |
| Спиридон Вологодский                              | пустынник                                   |                | декабрь 5                        |
| Стефан Озерский, Комельский                       | преподобный                                 | 1542 г.        | июнь 12                          |
| Стефан Пермский                                   | святитель, епископ                          | 1396 г.        | апрель 26                        |
| Стефан Спасский, Кубенский                        | игумен                                      |                | апрель 27                        |
| Тарасий Глушицкий                                 | игумен                                      | 1440 г.        | май 13, октябрь 12               |
| Тимофей Кубенский                                 | преподобный                                 | XV в.          |                                  |
| Тимофей Никольский, Вологодский                   | игумен                                      |                |                                  |
| Тихон Крестогорский, Вохмовский (Вохменский)      | преподобный                                 | после 1689 г.  |                                  |
| Фавст Вологодский                                 | пустынник                                   |                | март 28                          |
| Феодор Всеволодович Вологодский                   | князь                                       |                |                                  |
| Феодор Каменский                                  | преподобный                                 | 1260 г., около | сентябрь 10                      |
| Феодорит Кольский                                 | архимандрит, просветитель лопарей           | 1571 г.        | август 17                        |
| Феодосий Глушицкий                                | преподобный                                 | XV в.          | май 13, октябрь 12               |
| Феодосий Тотемский                                | преподобный игумен                          | 1568 г.        | январь 28                        |
| Феодосий Череповецкий                             | преподобный                                 | 1388 г., около | июль 5, сентябрь 25, ноябрь 26   |
| Ферапонт Белозерский, Можайский Лужецкий          | архимандрит                                 | 1426 г.        | май 27, декабрь 27               |
| Филипп Ирапский, Череповецкий                     | преподобный                                 | 1527 г.        | ноябрь 14                        |
| Филипп Рабангский                                 | преподобный                                 | 1457 г.        | ноябрь 15                        |
| Филипп Сухонский, Янковский                       | преподобный                                 | 1662 г.        | август 17                        |
| Фома Сольвычегодский                              | Христа ради юродивый                        | 1669 г., около | июль 3                           |
| Харитон Сянжемский, Простой                       | игумен                                      | 1509 г.        | апрель 11, сентябрь 28           |
| Христофор Сольвычегодский, Коряжемский            | преподобный                                 | 1572 г., после | июль 25                          |